# Мерожа, Ноа
Ноа Мерожа (латыш. Noa Meroža; род. 26 июля 2004, Рига) — латвийский футболист, полузащитник клуба «Академику де Визеу».

## Карьера

### «Метта»
Начинал заниматься футболом в академии клуба «Сконто». В 2013 году в возрасте 9 лет перешёл в структуру клуба «Метта». Вместе с командой 2004 года футболист завоевал несколько наград как на латвийских, так и на международных турнирах. В июле 2021 года перешёл в «Скансте», вместе с которым стал победителем Второй лиги. В январе 2022 года стал тренироваться с основной командой «Метта». В марте 2022 года официально вернулся в клуб. Дебютировал за клуб 10 апреля 2022 года в матче против «Лиепая». Окончил сезон на 9 предпоследнем месте в турнирной таблице, отправившись в стыковые матчи, в которых сам игрок не участвовал.

### «Академику де Визеу»
В январе 2023 года футболист перешёл в португальский клуб «Академику де Визеу». За клуб футболист стал выступать в составе команды до 19 лет. Летом 2023 года футболист перешёл в молодёжную команду клуба до 23 лет.

## Международная карьера
В июне 2022 года был вызван в юношескую сборную Латвии до 19 лет.

## Достижения
«Скансте»
- Победитель Второй лиги: 2021